# آتش‌پرستی
مقدس دانستن اتش

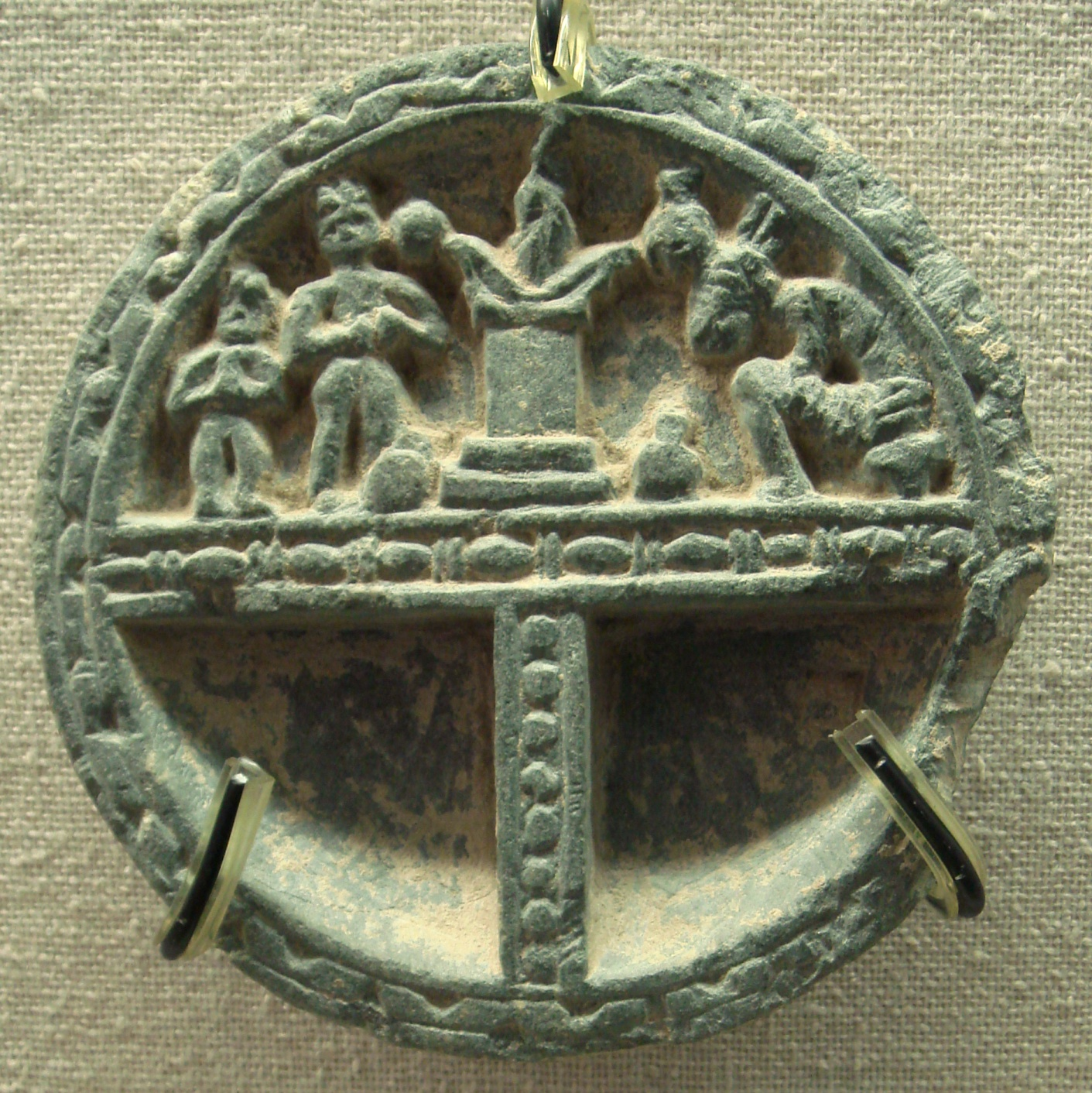
لوحی سنگی متعلق به دوران هندوپارتی که پرستش آتش را به تصویر کشیده‌است.

 یا آگنی هورتی (अग्निहोत्र در لغت به معنی پرستاری از آتش) یکی از آداب و رسوم مذهبی هند باستان است که در دین ودایی جایگاه ویژه‌ای دارد.
آگنی‌هورتا در زمان طلوع و غروب آفتاب به نیت پاک‌سازی روان انجام می‌گیرد. در آگنی هورتا، نمازگزار نخست خود را با آب پاک می‌ساخت، آن گاه در برابر آتش مقدس ایستاده، سرودها و نیایش‌های آتش را می‌خواند. گاهی نمازگزاران تمام شب را در برابر آتش می‌ایستادند و به سرود خواندن مشغول بودند که به آن آگنی‌سایانا گفته می‌شد. قربانی کردن در برابر آتش نیز که هم در وداها و هم در اوستا ریشه دارد در سانسکریت، آگنی‌ستومه نامیده می‌شد.

## در دین زرتشت
آتش‌پرستی عنوانی است که به زرتشتیان داده‌اند، از آنجا که بیشتر نیایش‌ها در آیین زرتشت در حضور آتش انجام می‌گیرد و آن ها معتقدند که آتش واسطه اهورایی بین انسان و اهورامزدا است که چنین چیزی حقیقت ندارد و زرتشتیان آتش پرست نبوده اند تنها به آن به عنوان یکی از عناصر طبیعت احترام نهادند .
نماد بالای آتشکده ها با جملات اهورامزدا نوشته شده است به همین دلیل غیر زرتشتیان از جمله مسلمانان از دیرباز آنان را در زمرهٔ آتش‌پرستان به شمار آورده‌اند. زرتشتیان خود همیشه منکر عبادت آتش بوده و آن را «واسطه» عبادت خدا دانسته‌اند و نه «خودِ خدا» و کلمه آتش پرست به گونه ای توهین به آنان است.
در دین زرتشتی نیز مانند دین ودایی، مهم‌ترین عنصر در تشریفات و مراسم مذهبی؛ آتش است. آتش یا آذر نمادی از نور خرد است. آتش در آسمان به سان خورشید می‌درخشد، در فضا چون آذرخش می‌فروزد، و در زمین از سایش دو چوب خشک پدید می‌آید.
آذر در مزدیسنا یکی از بزرگ‌ترین داده‌های اهورامزدا است و میانجی میان آفریدگان و آفریدگار است و هم‌اوست که نیایش‌ها و دعاهای مردمان را به بارگاه اهوره‌مزدا می‌رساند در یسنا، چندین دفعه آتش پسر اهورامزدا خوانده شده‌است که در ادیان دیگر خدا را فاقد داشتن فرزند میدانند  و از پنج نوع آتش نام رفته‌است: آتش بهرام، آتش تن مردمان و چهارپایان، آتش رستنی‌ها، آتش ابرها، آتش گرزمان
آتش قبله زرتشتیان نیست و آنها فقط در داخل آتشکده رو به آتش مقدس که مانند پرچم می‌ماند می‌ایستند و به ستایش خدواند یکتا می‌پردازند. زرتشتیان به هنگام نماز رو به نور ایستاده و اهورامزدا را پرستش می‌کنند.